# Chaetarcturus adareanus
Chaetarcturus adareanus är en kräftdjursart som först beskrevs av Hodgson 1902.  Chaetarcturus adareanus ingår i släktet Chaetarcturus och familjen Antarcturidae. Inga underarter finns listade i Catalogue of Life.